# YG-1
Das südkoreanische Unternehmen YG-1 (koreanisch 와이지원; sprich: waɪ d͡ʒiː wʌn) ist einer der weltweit größten Hersteller von Präzisionswerkzeugen zur spanabhebenden Bearbeitung von Metall und Kunststoff.

## Unternehmen
YG-1 CO LTD wurde 1981 von Ho-Keun Song (* 1952) gegründet, der das Unternehmen bis heute leitet. Die Firmenzentrale befindet sich in Incheon, der drittgrößten Stadt Südkoreas unweit der Hauptstadt Seoul und nahe der Grenze zu Nordkorea (→Lage). Der Konzern hat in Asien, Europa, Afrika und Amerika 28 Produktionsstätten in elf Ländern.
Der Gesamtumsatz entwickelte sich zwischen 2014 und 2018 von 298 auf 391 Milliarden Südkoreanische Won (KRW). Für das Jahr 2019 wird er auf 445 Milliarden KRW geschätzt. Dies entspricht 232 (2014), 305 (2018) und 347 Millionen Euro (2019).
Die Aktie der YG-1 CO LTD wird an der südkoreanischen Börse Korea Exchange (KRX) im Technologie-Index KOSDAQ unter der Kennnummer 019210 geführt.

## Produkte
YG-1 produziert Fräswerkzeuge, Bohrer, Gewindebohrer und Drehwerkzeuge zur Metall- und Kunststoffbearbeitung. Die Werkzeuge werden unter dem eigenen Namen vermarktet, zum Teil aber auch als OEM-Produkte an andere Firmen geliefert, von denen die Werkzeuge über deren eigenen Marken vertrieben werden. Darüber hinaus werden auch Werkzeugmaschinen, industrielle 3D-Drucker und Komponenten für medizinische Anwendungen hergestellt.

## YG-1 in Deutschland

### Eschborn
Deutsche Firmenzentrale ist die YG-1 Deutschland GmbH mit Sitz in Eschborn. Sie wurde 2001 gegründet und ist beim Amtsgericht Frankfurt am Main unter der Handelsregister-Nummer HRB 51150 eingetragen. Als Unternehmenszweck sind Forschung, Entwicklung, Produktion, Herstellung, Im- und Export, Vertrieb und After Service von Zerspanungswerkzeugen und deren Zubehör, Export nach Korea von Rohmaterial und Maschinen für die Herstellung von Spanwerkzeugen und deren Zubehör sowie Technologietransfer von Deutschland nach Korea eingetragen. Das Unternehmen ist mit 6.950.000 Euro Stammkapital ausgestattet und beschäftigt dreizehn Mitarbeiter (2017). Die Firma bezeichnet sich selbst als Vertriebsorganisation von Präzisionswerkzeugen für die zerspanende Industrie.
Die YG-1 Deutschland GmbH wurde 2010 mit der YG-1 Vertriebsgesellschaft Deutschland GmbH verschmolzen, die 2007 in Ostfildern gegründet und 2009 nach Eschborn verlegt wurde.

### Remscheid
Auf der Firmenwebsite von YG-1 wird eine Schumacher GmbH (Germany) als eigenes Produktionsunternehmen in Remscheid genannt. Dabei handelt es sich in Wirklichkeit um die Schumacher Precision Tools GmbH, ein 1918 gegründetes Unternehmen, das bis heute in Familienbesitz ist. Das Unternehmen ist auf Gewindebohrer und Fräswerkzeuge zur Bearbeitung von Metall spezialisiert. Schumacher gehört nicht zum YG-1-Konzern, kooperiert aber seit 1996 mit YG-1. Seit 2005 ist die Remscheider Firma beim Amtsgericht Wuppertal unter der Handelsregister-Nummer HRB 12279 mit ihrem aktuellen Namen und einem Stammkapital von 75.000 Euro eingetragen.
Im Jahre 2015 beabsichtigte YG-1, in Remscheid im Einvernehmen mit Schumacher eine eigene Firma mit Forschung und Entwicklung sowie einer kleinen Musterproduktion zu gründen. Dieses Projekt wurde aber nicht in Remscheid, sondern ab 2017 in Oberkochen umgesetzt.

### Oberkochen
Im Herbst 2017 erregte YG-1 mit dem Kauf umfangreicher Gewerbeflächen in Oberkochen bundesweite Aufmerksamkeit. Die Kleinstadt im Ostalbkreis in Baden-Württemberg hat knapp achttausend Einwohner, ist bereits Stammsitz von Weltfirmen wie Carl Zeiss und Leitz und hat als Einpendlerstadt mehr Arbeitsplätze als arbeitsfähige Bewohner. Neben Leitz, einem der weltweit wichtigsten Hersteller von Präzisionswerkzeugen zur Holz- und Kunststoffbearbeitung, hat dort auch die kleinere und in derselben Branche tätige Firma Oppold System International GmbH ihren Sitz. Im benachbarten Aalen befindet sich die Zentrale des im Bereich der Feinbearbeitung mit spanabhebenden Metallbearbeitungswerkzeugen weltweiten Technologieführers Mapal. Durch die von YG-1 bewusst in diesem Umfeld geplante Ansiedlung sollte hier ein „europäisch bedeutsames Zentrum der werkzeugherstellenden Industrie“ entstehen.

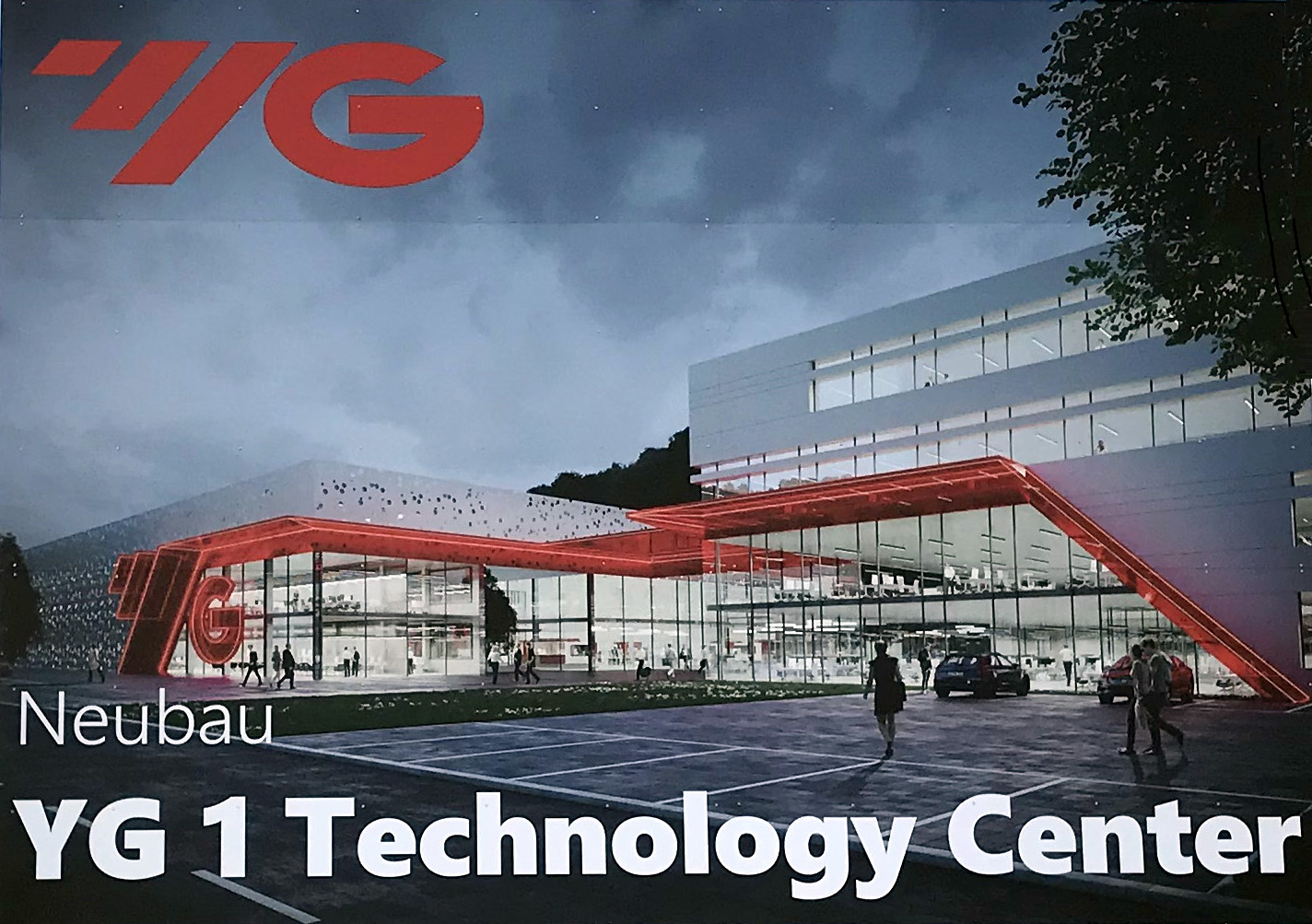
Geplanter Neubau des Technologiezentrums in Oberkochen. Bisher ist lediglich der niedrigere linke Gebäudeteil realisiert.

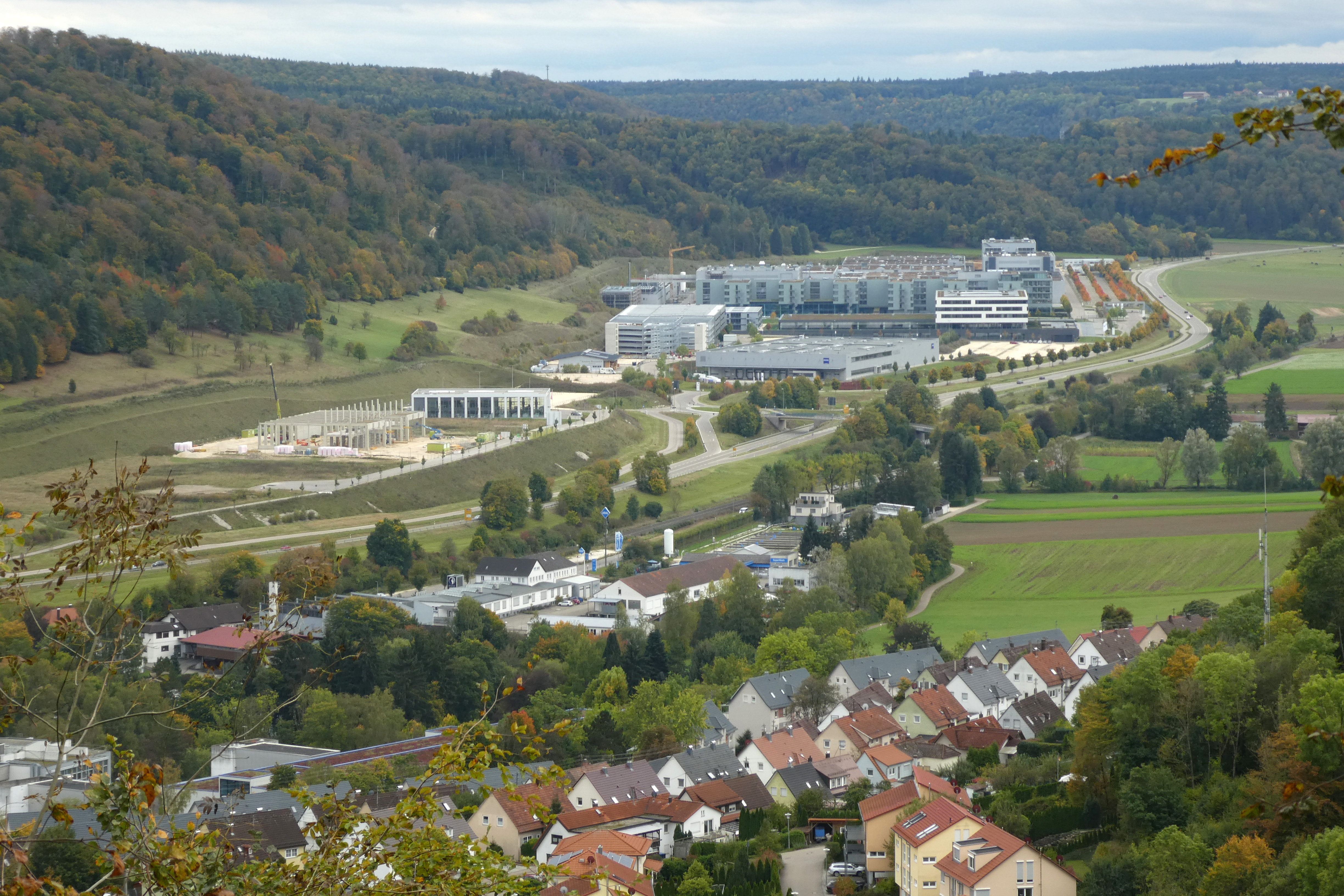
Links in der Bildmitte das Industriegebiet „Oberkochen Süd II“ mit dem im Oktober 2019 im Bau befindlichen Technologiezentrum von YG-1, rechts daneben die Firma OWEMA. Im Hintergrund rechts das vollständig von Carl Zeiss bebaute „Oberkochen Süd I“.

YG-1 erwarb einen großen Teil des neuen Gewerbegebiets „Oberkochen Süd II“ mit der Option, bis 2023 das restliche noch freie Gelände zu übernehmen. Ursprünglich war dieses Industriegebiet, das an der südlichen Ausfahrt der Bundesstraße 19 am Kreisverkehr als „Am Märzenbuckel“ ausgeschildert ist, als Entwicklungsfläche für kleinere Unternehmen gedacht, denen sich im Stadtinneren keine Erweiterungsmöglichkeiten bieten. Bis dahin hatte allerdings nur die zur Nagel-Gruppe gehörende Firma OWEMA davon Gebrauch gemacht.
Das Ministerium für Wirtschaft, Arbeit und Wohnungsbau Baden-Württemberg war in die vorbereitenden Gespräche involviert und begleitete die Ansiedlung. Nach Worten von Wirtschaftsministerin Nicole Hoffmeister-Kraut, die das Vorhaben von YG-1 als „eine kluge Investitionsentscheidung und ein Bekenntnis zum Standort Baden-Württemberg“ sowie als „ein großer Erfolg für Oberkochen“ bezeichnete, stellte dies gemessen an der Zahl der damit verbundenen Arbeitsplätze „die größte Ansiedlung eines ausländischen Unternehmens in Baden-Württemberg“ seit 2012 dar.
Während derartige Industrieansiedlungen andernorts positiv bewertet werden, erntete der Oberkochener Bürgermeister Peter Traub, der diese zwischen April und September 2017 mit dem Firmengründer Ho-Keun Song und dessen Vertretern eingefädelt hatte, zum Teil heftige Kritik. Carl Zeiss, Leitz sowie kleinere ortsansässige Firmen, aber auch Mapal in Aalen, sahen die zusätzliche Industrieansiedlung eher als Gefahr und weniger als Chance für die Region. Sie befürchteten angesichts der geplanten tausend neuen Stellen einen aggressiven Wettbewerb um die knappen Fachkräfte auf der Ostalb.
Der Oberkochener Gemeinderat stimmte am 7. November 2017 in nichtöffentlicher Sitzung mehrheitlich mit elf zu sieben Stimmen bei einer Enthaltung dem Grundstücksverkauf zu. Die Gewerbefläche wurde von der Stadt Oberkochen zum üblichen Quadratmeterpreis verkauft, Subventionen für die damals mit sechzig Millionen bezifferte Investition sind nicht geflossen.
Der Oberkochener Firmensitz von YG-1 wurde übergangsweise im Kapellenweg 23/1 eingerichtet und als YG-1 Technology Center GmbH beim Amtsgericht Ulm unter der Handelsregister-Nummer HRB 736255 eingetragen. Diese Gesellschaft wurde am 10. Januar 2018 mit einem Stammkapital von einer Million Euro gegründet. Der Gegenstand des Unternehmens ist mit „Im- und Export, Herstellung, Vertrieb, After Service, Technologietransfer von Deutschland nach Korea sowie Forschung und Entwicklung von Zerspanungswerkzeugen und deren Zubehör sowie die Beratung und Vermittlung von Geschäften in den vorbenannten Bereichen“ angegeben. Im Mai 2019 waren 38 Mitarbeiter in der neuen GmbH beschäftigt.
Am 2. Mai 2019 erfolgte der symbolische Spatenstich für den ersten Bauabschnitt auf einer Grundstücksfläche von 4.800 Quadratmetern. Wie Konzernchef Ho-Keun Song und der Oberkochener Geschäftsführer Heiko Schild erklärten, investiere YG-1 zehn Millionen Euro in das neue Technologiezentrum. In einem zweiten Bauabschnitt sei ein Verwaltungsgebäude mit Schulungszentrum geplant. Bis November 2020 wurde das Stammkapital schrittweise auf 26 Millionen Euro erhöht. Seit Januar 2021 ist der Neubau „Am Märzenbuckel 8“ (→Lage) offizieller Firmensitz.